# Гордон, Эдди
Э́дди Го́рдон (англ. Eddie Gordon; род. 22 июля 1983, Монтего-Бей) — американский боец ямайского происхождения, представитель средней и полутяжёлой весовых категорий. Выступает на профессиональном уровне начиная с 2011 года, известен по участию в турнирах бойцовских организаций UFC, PFL, Cage Fury FC, Ring of Combat и др. Победитель 19 сезона бойцовского реалити-шоу The Ultimate Fighter.

## Биография
Эдди Гордон родился 22 июля 1983 года в городе Монтего-Бей, Ямайка, но ещё ребёнком переехал на постоянное жительство в США. Учился в старшей школе во Фрипорте, штат Нью-Йорк, затем поступил в Фордемский университет, где получил учёные степени в области финансов и маркетинга. Будучи студентом, играл в американский футбол, занимался борьбой.
По окончании университета работал по специальности, менеджером по продажам, финансовым директором и консультантом в частных компаниях. Начал заниматься ММА при содействии своего старого школьного друга, известного бойца Криса Вайдмана. Практиковал бразильское джиу-джитсу под руководством Мэтта Серры.

### Ring of Combat
Дебютировал в смешанных единоборствах на профессиональном уровне в июне 2011 года, выиграв у своего соперника по очкам единогласным решением судей. Начинал карьеру в небольшом промоушене Ring of Combat, базирующемся в Атлантик-Сити, где в общей сложности одержал пять побед и потерпел одно поражение, в том числе завоевал титул чемпиона в полутяжёлой весовой категории.

### The Ultimate Fighter
В 2014 году Гордон стал одним из участников 19 сезона популярного бойцовского реалити-шоу The Ultimate Fighter, куда заявился как боец среднего веса. На отборочном этапе выиграл по очкам у Мэтта Гейбела и под третьим номером был выбран в команду Фрэнки Эдгара.
На стадиях четвертьфиналов и полуфиналов благополучно прошёл Майка Кинга и Катала Пендреда соответственно, после чего в решающем финальном поединке встретился с бразильцем Диегу Лимой — отправил его в нокаут уже на второй минуте первого раунда и стал таким образом победителем шоу.

### Ultimate Fighting Championship
Благодаря успешному выступлению в шоу TUF Эдди Гордон получил возможность подписать контракт с крупнейшей бойцовской организацией мира Ultimate Fighting Championship.
В декабре 2014 года вышел в октагон против Джоша Саммана, забрал первый раунд, но во втором пропустил сильный удар ногой в голову и оказался в нокауте.
В 2015 году провёл в UFC два боя и оба проиграл. Сначала раздельным решением судей уступил Крису Демпси, затем в поединке с Антониу Карлусом Жуниором попался в удушающий приём сзади и вынужден был сдаться. В том же году он сообщил на своей странице в Facebook, что его отношения с организацией на этом подошли к концу.

### Cage Fury Fighting Championships
Покинув UFC, Гордон больше года не проводил боёв. Наконец, в августе 2016 года выступил в небольшом промоушене Cage Fury Fighting Championships, выиграв раздельным судейским решением у Криса Лосано.

### The Ultimate Fighter: Redemption
В феврале 2017 года стало известно, что Эдди Гордон примет участие в 25 сезоне The Ultimate Fighter — в данном сезоне организаторы собрали бойцов, которые ранее уже участвовали в шоу. Под третьим номером Гордон был выбран в команду Коди Гарбрандта, однако уже в стартовом поединке проиграл Тому Галиккио.

### Professional Fighters League
В 2018 году подписал контракт с Professional Fighters League, в дебютном поединке регулярного сезона единогласным решением уступил россиянину Шамилю Гамзатову.

## Статистика в профессиональном ММА
| Боёв 15  | Побед 8 | Поражений 7 |
| -------- | ------- | ----------- |
| Нокаутом | 3       | 1           |
| Сдачей   | 1       | 1           |
| Решением | 4       | 5           |

| Результат | Рекорд | Соперник              | Способ                  | Турнир                              | Дата             | Раунд | Время | Место              | Примечание                                                 |
| --------- | ------ | --------------------- | ----------------------- | ----------------------------------- | ---------------- | ----- | ----- | ------------------ | ---------------------------------------------------------- |
| Поражение | 8-7    | Джон Говард           | Единогласное решение    | PFL 10                              | 20 октября 2018  | 2     | 5:00  | Вашингтон, США     | Четвертьфинал PFL 2018 в среднем весе.                     |
| Поражение | 8-6    | Гасан Умалатов        | Единогласное решение    | PFL 6                               | 16 августа 2018  | 3     | 5:00  | Атлантик-Сити, США |                                                            |
| Поражение | 8-5    | Шамиль Гамзатов       | Единогласное решение    | PFL 3                               | 5 июля 2018      | 3     | 5:00  | Вашингтон, США     |                                                            |
| Победа    | 8-4    | Крис Лосано           | Раздельное решение      | Cage Fury Fighting Championships 60 | 6 августа 2016   | 3     | 5:00  | Атлантик-Сити, США |                                                            |
| Поражение | 7-4    | Антониу Карлус Жуниор | Сдача (удушение сзади)  | UFC Fight Night: Machida vs. Romero | 27 июня 2015     | 3     | 4:37  | Холливуд, США      |                                                            |
| Поражение | 7-3    | Крис Демпси           | Раздельное решение      | UFC on Fox: Machida vs. Rockhold    | 18 апреля 2015   | 3     | 5:00  | Ньюарк, США        |                                                            |
| Поражение | 7-2    | Джош Самман           | KO (ногой в голову)     | UFC 181                             | 6 декабря 2014   | 2     | 3:08  | Лас-Вегас, США     |                                                            |
| Победа    | 7-1    | Диегу Лима            | KO (удары руками)       | The Ultimate Fighter 19 Finale      | 6 июля 2014      | 1     | 1:11  | Лас-Вегас, США     | Выиграл The Ultimate Fighter 19 в среднем весе.            |
| Победа    | 6-1    | Оскар Дельгадо        | Сдача (удушение сзади)  | CFA 11                              | 24 мая 2013      | 2     | 1:32  | Корал-Гейблс, США  | Бой в промежуточном весе 86,2 кг.                          |
| Поражение | 5-1    | Антон Таламентес      | Единогласное решение    | Ring of Combat 42                   | 14 сентября 2012 | 3     | 5:00  | Атлантик-Сити, США | Лишился титула чемпиона Ring of Combat в полутяжёлом весе. |
| Победа    | 5-0    | Карлос Брукс          | Единогласное решение    | Ring of Combat 41                   | 15 июня 2012     | 3     | 5:00  | Атлантик-Сити, США | Выиграл титул чемпиона Ring of Combat в полутяжёлом весе.  |
| Победа    | 4-0    | Райан Конталди        | KO (удар рукой)         | Ring of Combat 40                   | 27 апреля 2012   | 1     | 2:58  | Атлантик-Сити, США |                                                            |
| Победа    | 3-0    | Давид Ткешелашвили    | Решение большинства     | Ring of Combat 39                   | 10 февраля 2012  | 3     | 4:00  | Атлантик-Сити, США |                                                            |
| Победа    | 2-0    | Стив Эдвардс          | TKO (остановлен врачом) | Ring of Combat 37                   | 9 сентября 2011  | 2     | 4:00  | Атлантик-Сити, США |                                                            |
| Победа    | 1-0    | Джей Эй Дадли         | Единогласное решение    | Ring of Combat 36                   | 17 июня 2011     | 3     | 4:00  | Атлантик-Сити, США |                                                            |